# 機械設計 (動畫)
機械設計（メカニックデザイン、Mechanical Design）是動畫製作人員的一個職位稱呼，以此為職業的人稱為機械設計師。

## 概要
動畫的機械設計，負責設計動畫裡登場的機器人、戰鬥機、戰艦、槍械等虛構的機械。擔任機械設計職務的人稱為機械設計師。以前是由美術監督或動畫師兼任，不過現在獨立成為一個職業種類。在日本最早獨立成為機械設計師的是以設計《機動戰士鋼彈》聞名的大河原邦男。進入2000年代後在動畫業界裡有細分成槍械設計、武器設計等職業類別的傾向。

## 主要的機械設計師
- 明貴美加（機動戰艦、機動戰士鋼彈 ZZ等）
- 阿久津潤一（GEAR戰士電童、機動戰士GUNDAM SEED ASTRAY等）
- 荒牧伸志（無限地帶23（メガゾーン23）、餓沙羅鬼等）
- 石垣純哉（ANGELIC LAYER 天使領域、Macross Zero、Xenosaga系列等）
- 板橋克己（宇宙戰艦大和號、銀河鐵道999等）
- 出淵裕（機動警察、餓沙羅鬼等多數）
- 石渡誠（革命機Valvrave、翠星的伽鲁冈缇亚、機器人筆記、Obsolete）
- 海老川兼武（驚爆危機、機動戰士鋼彈00、星之夢）
- 大張正己（超兽机神断空我、超兽机神断空我、超級機器人大戰系列、Pop Team Epic TV Special）
- 大河原邦男（鋼彈、裝甲騎兵、勇者系列等多數）
- 大久保淳二（フォー・ザ・バレル、鉄騎等）
- 胡拓磨（罪惡王冠、機器人筆記、Vivy -Fluorite Eye's Song-）
- 柿沼秀樹（無限地帶23（メガゾーン23）、ガルフォース等）
- 角木肇（鋼彈系列、電腦戰機系列、Keroro軍曹等）
- 河森正治（超時空要塞系列、創聖的亞庫艾里翁、交響詩篇等）
- 形部一平（GUNDAM G之復國運動、機動戰士GUNDAM 鐵血的孤兒）
- 佐藤敬一（The Big O、魔神凱撒等）
- 佐藤道明（翼神世音）
- 佐山善則（機動警察等）
- 永野護（機動神腦、重戰機、五星物語等）
- 藤岡建機（徽章戰士（メダロット）系列、機動戰士鋼彈 MS IGLOO、ADVANCE OF Ζ 提坦斯的旗下）
- 森木靖泰（冥王計畫、機動戰士GUNDAM 閃光的哈薩威等）
- 峰岸達實（銀河鐵道物語～永遠的分岐點～、魔豆傳奇、BURN-UP W等）
- 宮武一貴（聖戰士DUNBINE、超時空要塞系列等）
- 山根公利（星際牛仔、無限的未知、機動戰士鋼彈SEED等）
- 鷲尾直廣（宇宙學園、蒼穹之戰神、英雄時代、機動戰士鋼彈00）

## 设计分类
机械设计可分为新型设计、继承设计和变型设计3类。 　　
- 新型设计：应用成熟的科学技术或经过实验证明是可行的新技术，设计过去没有过的新型机械。
- 继承设计：根据使用经验和技术发展对已有的机械进行设计更新，以提高其性能、降低其制造成本或减少其运用费用。
- 变型设计：为适应新的需要对已有的机械作部分的修改或增删而发展出不同于标准型的变型产品。